# Cryptanthus leopoldo-horstii
Cryptanthus leopoldo-horstii är en gräsväxtart som beskrevs av Werner Rauh. Cryptanthus leopoldo-horstii ingår i släktet Cryptanthus, och familjen Bromeliaceae. Inga underarter finns listade i Catalogue of Life.